# سبيروس ريسفانيس
سبيروس ريسفانيس ( اليونانية : Σπύρος Ρισβάνης؛ من مواليد 3 يناير 1994) هو لاعب كرة قدم يوناني ، يلعب في مركز قلب الدفاع لنادي داك دونيسكا ستريدا .

## روابط خارجية
- سبيروس ريسفانيس على موقع الاتحاد الأوربي (الإنجليزية)
- سبيروس ريسفانيس على موقع إي إس بي إن إف سي (الإنجليزية)
- سبيروس ريسفانيس على موقع قاعدة بيانات كرة القدم.إي يو (الإنجليزية)
- سبيروس ريسفانيس على موقع Soccerbase.com (لاعب) (الإنجليزية)
- سبيروس ريسفانيس على موقع Soccerway.com (الإنجليزية)
- سبيروس ريسفانيس على موقع AS.com (الإسبانية)